# Роузвил (Калифорния)
Вижте пояснителната страница за други значения на Роузвил.
Роузвил (на английски: Roseville) е град в окръг Плейсър в щата Калифорния, САЩ. Роузвил е с население от 104 655 жители (1 януари 2006 г.) и има обща площ от 79 км² (30,50 мили²). Роузвил получава статут на град на 10 април 1909 г. През Роузвил преминава междущатска магистрала 80. Амтрак обслужва града също. Има два магазина на Уол-Март.